# 참깽깽매미
참깽깽매미는 매미과에 속하는 매미류이다. 한반도, 중국 동북부, 러시아 연해주에 분포한다. 몸길이는 36mm 정도이며 날개편까지의 길이는 55mm 가량이다. 머리는 전체적으로 붉은색 바탕을 띄며, 가슴 정 중앙에 노란색의 W무늬가 있다. 머리와 가슴 밖 테두리, 복부의 x 모두 노란색을 띈다. 배는 검은색이며 선명한 흰색의 무늬가 두 줄로 세로로 나있다. 배판은 작아서 아랫면의 기부를 넘지못한다. 날개맥 안쪽은 푸른색을 띈다. 중부 이남 지역에서 대체로 해발 500m 되는 산지에 서식한다고 알려져있다. 그러나 남부지방에선 위도나 산의 규모에 따라 700m 이상에 가야 볼 수 있는 지역도 있고, 강원도의 경우에는 평지에서도 발견된다. 참깽깽매미는 높게 자란 참나무나 소나무를 선호하며, 높은 가지에 앉은 채로 한 자리를 잘 떠나지 않는 습성을 보인다. 어둡거나 흐린날에는 잘 울지 않으며, 해가 뜬 맑은 날씨에만 운다. 출현시기는 7초순~9월중순이다. 비슷한 종으로 깽깽매미가 있다.

## 과거 한국에서의 오동정
한국에서 참깽깽매미가 크게 알려지지 않았을 때, 좀깽깽매미와 산깽깽매미로 잘못 분류되는 경우가 많았다.

## 참깽깽매미의 울음소리와 특징
참깽깽매미는 나무에 거꾸로 앉아 '뜨르르륵'하는 소리를 낸다. 여러 마리가 동시에 울기도 한다.